# Steno
Steno era el nombre artístico de Stefano Vanzina (Roma, 19 de enero de 1915 - Roma, 13 de marzo de 1988), director y guionista de cine italiano. Sus comedias fueron popularísimas en Italia y caracterizaron toda la época que va desde los años 1950 a los 80. Algunos de los actores que protagonizaron sus películas fueron Totò, Alberto Sordi, Aldo Fabrizi, Bud Spencer y la pareja formada por Ugo Tognazzi y Raimondo Vianello. Steno es padre de los también directores de cine Carlo y Enrico Vanzina.

## Comienzos como dibujante
Hijo del periodista del Corriere della Sera Alberto Vanzina y de Giulia Boggio, a los tres años quedó huérfano de padre, lo que dejó a su familia en graves dificultades económicas. Se matriculó en la Facultad de Derecho, pero nunca completó sus estudios universitarios. Se diplomó como escenógrafo en la Academia de Bellas Artes y se inscribió en el Centro Sperimentale di Cinematografia, donde comenzó a dibujar caricaturas, viñetas y artículos humorísticos que firmó con el pseudónimo de Steno, que fue el que adoptaría también en su carrera cinematográfica (salvo en dos ocasiones, en que firmó con su verdadera identidad). Este sobrenombre artístico lo tomó en homenaje de la escritora Flavia Steno, autora muy popular en Italia a principios del siglo XX. Vanzina comenzó a colaborar con el semanario La Tribuna illustrata y después en el periódico satírico Marc'Aurelio (donde colaboraron como humoristas gráficos otros nombres importantes vinculados al cine, como Marcello Marchesi o Federico Fellini). Steno trabajó durante cinco años para esta publicación, al tiempo que hacía guiones radiofónicos y textos teatrales.

## El cine

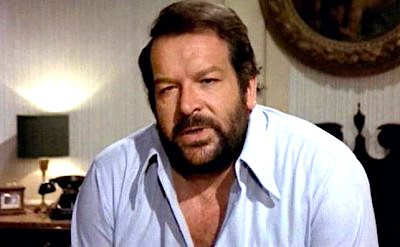
Bud Spencer en un fotograma de la primera película de la tetralogía de Piedone: Piedone lo sbirro, de 1973

Comenzará a trabajar en el cine gracias al director Mario Mattoli, quien le contrató como guionista e, incluso, como ayudante de dirección en muchas de sus películas. Steno también escribió guiones para Giorgio Simonelli, Carlo Ludovico Bragaglia, Riccardo Freda y Carlo Borghesio, además de intervenir ocasionalmente como actor. En 1949 dirigió su primera película: Al diavolo la celebrità, dirigida junto a Mario Monicelli, con quien firmará en total ocho películas como codirector, entre las que destaca Guardie e ladri (Guardias y ladrones), en cuyo guion colaboró Vitaliano Brancati, que protagonizaron Totò, Pina Piovani y Aldo Fabrizi y que participó en el Festival de Cannes de 1952, donde ganó el premio al mejor guion. En 1952 iniciará su carrera en solitario con Totò a colori (protagonizada, de nuevo, por el actor Totò).
A partir de ahí comenzó una prolífica carrera, abundante en comedias más o menos atrevidas (en 1954 su película Le avventure di Giacomo Casanova sufrió severos recortes de la censura) y que derivó hacia otros subgéneros, como el llamado poliziesco all'italiana, donde se exageraban los rasgos de violencia y comicidad (el mejor ejemplo de esto son las cuatro películas que rodó sobre el personaje de Piedone, un comisario de policía de Nápoles interpretado por Bud Spencer o la serie televisiva Big Man, con el mismo Spencer y que Steno no pudo concluir por su inesperada muerte).
La última película para el cine de Steno fue Animali metropolitani (1987), una sátira sobre el hedonismo de la sociedad italiana de su momento que se estrenó tres meses antes de su muerte y que fue un fracaso de público.

## Premios y distinciones
Festival Internacional de Cine de San Sebastián
| Año  | Categoría                            | Película            | Resultado |
| ---- | ------------------------------------ | ------------------- | --------- |
| 1972 | Concha de Plata a la mejor dirección | La policía agradece | Ganador   |

## Filmografía

### Director
- Al diavolo la celebrità (1949) – codirigida con Mario Monicelli
- Totò cerca casa (1949) – codirigida con Mario Monicelli
- Vita da cani (1950) – codirigida con Mario Monicelli
- È arrivato il cavaliere (1950) – codirigida con Mario Monicelli
- Guardie e ladri (1951) – codirigida con Mario Monicelli
- Totò e i re di Roma (1951) – codirigida con Mario Monicelli
- Totò e le donne (1952) – codirigida con Mario Monicelli
- Totò a colori (1952)
- Le infedeli (1953) – codirigida con Mario Monicelli
- L'uomo, la bestia e la virtù (1953)
- Cinema d'altri tempi (1953)
- Un giorno in pretura (1953)
- Un americano a Roma (1954)
- Le avventure di Giacomo Casanova (1954)
- Piccola posta (1955)
- Mio figlio Nerone (1956)
- Susanna tutta panna (1957)
- Femmine tre volte (1957)
- Guardia, ladro e cameriera (1958)
- Mia nonna poliziotto (1958)
- Totò nella luna (1958)
- Totò, Eva e il pennello proibito (1959)
- I tartassati (1959)
- Tempi duri per i vampiri (1959)
- Un militare e mezzo (1960)
- Letto a tre piazze (1960)
- A noi piace freddo...! (1960)
- Psycosissimo (1961)
- I moschettieri del mare (1961)
- La ragazza di mille mesi (1961)
- Totò diabolicus (1962)
- Copacabana Palace (1962)
- I due colonnelli (1963)
- Totò contro i quattro (1963)
- Gli eroi del West (1963)
- I gemelli del Texas (1964)
- Un mostro e mezzo (1964)
- Letti sbagliati (1965)
- Rose rosse per Angelica (1966)
- Amore all'italiana (1966)
- La feldmarescialla - Rita fugge... lui corre... egli scappa (1967)
- Arrriva Dorellik (1967)
- Capriccio all'italiana, episodio Il mostro della domenica (1968)
- Il trapianto (1969)
- Cose di Cosa Nostra (1971)
- Il vichingo venuto dal sud (1971)
- La polizia ringrazia (1971)
- Il terrore con gli occhi storti (1972)
- L'uccello migratore (1972)
- Anastasia mio fratello (1973)
- Piedone lo sbirro (1973)
- La poliziotta (1974)
- Piedone a Hong Kong (1975)
- Il padrone e l'operaio (1975)
- Febbre da cavallo (1976)
- L'Italia s'è rotta (1976)
- Tre tigri contro tre tigri (1977) – codirigida con Sergio Corbucci
- Doppio delitto (1977)
- Piedone l'africano (1978)
- Amori miei (1978)
- Dottor Jekyll e gentile signora (1979)
- La patata bollente (1979)
- Piedone d'Egitto (1980)
- Fico d'India (1980)
- Quando la coppia scoppia (1981)
- Il tango della gelosia (1981)
- Dio li fa poi li accoppia (1982)
- Banana Joe (1982)
- Sballato, gasato, completamente fuso (1982)
- Bonnie e Clyde all'italiana (1983)
- Mani di fata (1983)
- Mi faccia causa (1984)
- Animali metropolitani (1987)
- L'ombra nera del Vesuvio – miniserie TV (1987)
- Big Man – miniserie TV, 5 episodios (1987-1988)